# Magdeleine Willame-Boonen
Magdeleine Willame, née Boonen à Ixelles, le 30 octobre 1940 et morte le 17 mai 2021 est une femme politique belge wallonne, membre du cdH.
Elle est licenciée en philologie romane (UCL) et ancienne professeure.
Dans les années 1990, elle milita pour la promotion du bilinguisme à Bruxelles. Pionnière du combat pour l’égalité hommes-femmes, elle fut présidente du « Conseil des femmes francophones de Belgique » de 2003 à 2010 et du « Conseil de l’égalité des chances entre hommes et femmes » (fédéral) de 2012 à 2016.

## Carrière politique
- 1989-1999 : membre du Conseil de la Région de Bruxelles-Capitale 
  - 1991-1994 : présidente du groupe PSC (Assemblée de la Commission communautaire française)
  - 1994-1995 : présidente du groupe PSC (Conseil de la Région de Bruxelles-Capitale)
  - 1995-1999 : membre du Conseil de la Communauté française
    - sénatrice désignée par le Conseil de la Communauté française 
      - 1996-2000 : présidente du groupe PSC (Sénat)
- 1999-2003 : sénatrice élue directement
- 2001-     : conseillère communale à Woluwe-Saint-Pierre

## Décoration
- Officier de l'ordre de Léopold (11 mai 2003)